# Ljudmila Koltjanova
Ljudmila Sergejevna Koltjanova (ryska: Людмила Сергеевна Колчанова), född 1 oktober 1979, är en rysk längdhoppare. 
Koltjanovas första merit var vid Universiaden 2005 då hon vann längdhoppstävlingen. Vid EM 2006 i Göteborg lyckades hon upprepa den placeringen. Vid friidrotts-VM 2007 i Osaka blev hon tvåa efter landsmaninnan och storfavoriten Tatjana Lebedeva och fullbordade en rysk trippel.

### Personligt rekord
- Längdhopp: 7,21 - Sotji 2007.
- Tresteg: 13,88 - Kazan 2004.